# Saint-Barthélemy (Alto Saona)
Saint-Barthélemy es una comuna francesa situada en el departamento de Alto Saona, en la región de Borgoña-Franco Condado.

## Demografía
| 810 | 880 | 950 | 1045 | 997 | 900 | 1095 |
| Para los censos de 1962 a 1999 la población legal corresponde a la población sin duplicidades (Fuente: INSEE [Consultar]) |     |     |      |     |     |      |